# Pahiatua
Pahiatua ist eine ländliche Kleinstadt im Tararua District der Region Manawatū-Whanganui auf der Nordinsel von Neuseeland.

## Geographie
Die Stadt befindet sich rund 22 km südöstlich von Palmerston North und rund 56 km nordnordöstlich von Masterton in der Ebene des Mangatainoka River, der die Stadt an ihrer Westseite passiert. Durch Pahiatua führt der New Zealand State Highway 2, der die Stadt mit Eketāhuna, rund 24 km weiter südwestlich und Woodville, rund 14 km nördlich sowie Dannevirke, rund 35 km nordöstlich, verbindet.

## Geschichte
Pahiatua entstand 1881 und als ihr erster Siedler galt John Hall. 1944 wurden polnische Flüchtlinge in einem früheren Kriegsgefangenenlager einen Kilometer außerhalb der Stadt angesiedelt.
2006 feierte Pahiatua sein 125-jähriges Bestehen.

## Bevölkerung
Zum Zensus des Jahres 2013 zählte der Ort 2412 Einwohner, 5,7 % weniger als zur Volkszählung im Jahr 2006.

## Persönlichkeiten
- Esther James (1900–1990), Autorin, Erfinderin, Fotomodell, Langstreckengeherin und Bauunternehmerin